# 庭田重熈
庭田 重熈（にわた しげひろ）は、江戸時代中期の公卿。庭田重孝の子。官位は従一位・権大納言。
享保2年（1717年）誕生。天明4年（1784年）3月14日に出家。
寛政元年（1789年）薨去。

## 系譜
- 父：庭田重孝
- 母：野宮定基の娘
- 正室：唐橋在廉の娘
  - 長男：庭田重嗣
- 生母不明の子女
  - 次男：綾小路俊資 - 綾小路家12代綾小路有美の養子
  - 男子：孝嗣 - 法務大僧正
  - 女子：庭田条子 - 倫子、後桜町院女房
  - 女子 - 富小路貞直の娘
  - 女子